# Álvaro Gutiérrez Felscher
Álvaro Gutiérrez Felscher (Montevideo, 21 de julio de 1968) es un exfutbolista y actual entrenador uruguayo.

## Trayectoria

### Como entrenador
Fue el entrenador de los primeros equipos de C. A. Atenas, Rampla Juniors F. C. y el C. A. Rentistas. En el año 2008 llegó a las divisiones inferiores del Club Nacional de Football, donde trabajó en distintas categorías. En 2014, cuando estaba a cargo de la tercera división de Nacional, fue convocado para ser el entrenador del plantel principal de forma interina para los últimos tres partidos de la temporada 2013-14 en sustitución de Gerardo Pelusso.
Con Nacional, se proclamó campeón del Torneo Apertura 2014. El 2 de abril de 2016 fue anunciado como nuevo entrenador de la Liga de Quito hasta su destitución el 21 de julio de 2016. En marzo de 2019, regresó a Nacional y consiguió el campeonato de la Primera División 2019.
El 3 de febrero de 2022, fue anunciado como nuevo entrenador de Universitario de Deportes. Tras una seguidilla de malos resultados, entre los que resalta haber caído goleado ante Alianza Lima de local, el 18 de abril se anunció su despido del club peruano tan solo dos meses después de su contratación.
El 20 de marzo de 2023, es anunciado como nuevo DT de Nacional, vuelve tras 4 años al club uruguayo.

## Selección nacional
Fue internacional con la selección de fútbol de Uruguay en treinta y ocho partidos, en los que anotó un gol. Además, fue campeón de la Copa América de 1995, llegando a anotar uno de los penaltis en la tanda que decidió el encuentro final frente a Brasil.

### Participaciones en Copa América
| Copa              | Sede    | Resultado        | PJ |
| ----------------- | ------- | ---------------- | -- |
| Copa América 1991 | Chile   | Primera fase     | 3  |
| Copa América 1993 | Ecuador | Cuartos de final | 0  |
| Copa América 1995 | Uruguay | Campeón          | 5  |

## Clubes

### Como jugador
| Club              | País    | Año       |
| ----------------- | ------- | --------- |
| Bella Vista       | Uruguay | 1988-1991 |
| Peñarol           | Uruguay | 1991-1992 |
| Nacional          | Uruguay | 1992-1995 |
| Real Valladolid   | España  | 1995-1998 |
| Rayo Vallecano    | España  | 1999      |
| Bella Vista       | Uruguay | 1999      |
| Liverpool         | Uruguay | 2000      |
| Sporting de Gijón | España  | 2000-2001 |

### Como entrenador
| Club           | País           | Año       |
| -------------- | -------------- | --------- |
| Atenas         | Uruguay        | 2005      |
| Rampla Juniors | Uruguay        | 2006      |
| Rentistas      | Uruguay        | 2006-2007 |
| Nacional       | Uruguay        | 2014-2015 |
| Al-Shabab      | Arabia Saudita | 2015-2016 |
| Liga de Quito  | Ecuador        | 2016      |
| Nacional       | Uruguay        | 2019      |
| Olimpia        | Paraguay       | 2021      |
| Universitario  | Perú           | 2022      |
| Nacional       | Uruguay        | 2023      |

## Estadísticas como entrenador
| Equipo                   | Div.                | Temporada           | Liga | Liga | Liga | Liga | Liga |    | Copa | Copa | Copa | Copa |   | Internacional | Internacional | Internacional | Internacional | Internacional |   | Otros | Otros | Otros | Otros |    | Totales     | Totales | Totales | Totales | Totales | Totales | Totales | Totales | Totales |
| Equipo                   | Div.                | Temporada           | PD   | G    | E    | P    | Pos. | PD | G    | E    | P    | PD   | G | E             | P             | Pos.          | PD            | G             | E | P     | PD    | G     | E     | P  | Rendimiento | GF      | GC      | Dif.    | Ptos.   |         |         |         |         |
| ------------------------ | ------------------- | ------------------- | ---- | ---- | ---- | ---- | ---- | -- | ---- | ---- | ---- | ---- | - | ------------- | ------------- | ------------- | ------------- | ------------- | - | ----- | ----- | ----- | ----- | -- | ----------- | ------- | ------- | ------- | ------- | ------- | ------- | ------- | ------- |
| Nacional · Uruguay       | 1.ª                 | 2013-14             | 3    | 3    | 0    | 0    | 2.º  | -  | -    | -    | -    | -    | - | -             | -             | -             | -             | -             | - | -     | 3     | 3     | 0     | 0  | 100%        | 10      | 2       | +8      | 9       |         |         |         |         |
| Nacional · Uruguay       | 1.ª                 | 2014-15             | 31   | 21   | 3    | 7    | 1.º  | -  | -    | -    | -    | 2    | 1 | 0             | 1             | 1ªF           | -             | -             | - | -     | 33    | 22    | 3     | 8  | 69.7%       | 63      | 32      | +31     | 69      |         |         |         |         |
| Al-Shabab Arabia Saudita | 1.ª                 | 2015-16             | 13   | 5    | 3    | 5    | Inc. | 3  | 2    | 0    | 1    | -    | - | -             | -             | -             | -             | -             | - | -     | 16    | 7     | 3     | 6  | 50%         | 14      | 15      | -1      | 24      |         |         |         |         |
| Al-Shabab Arabia Saudita | Total               | Total               | 13   | 5    | 3    | 5    | -    | 3  | 2    | 0    | 1    | -    | - | -             | -             | -             | -             | -             | - | -     | 16    | 7     | 3     | 6  | 50%         | 14      | 15      | -1      | 24      |         |         |         |         |
| LDU Quito · Ecuador      | 1.ª                 | 2016                | 12   | 5    | 4    | 3    | Inc. | -  | -    | -    | -    | 2    | 0 | 1             | 1             | FG            | -             | -             | - | -     | 14    | 5     | 5     | 4  | 47.61%      | 18      | 16      | +2      | 20      |         |         |         |         |
| LDU Quito · Ecuador      | Total               | Total               | 12   | 5    | 4    | 3    | -    | -  | -    | -    | -    | 2    | 0 | 1             | 1             | -             | -             | -             | - | -     | 14    | 5     | 5     | 4  | 47.61%      | 18      | 16      | +2      | 20      |         |         |         |         |
| Nacional · Uruguay       | 1.ª                 | 2019                | 34   | 24   | 6    | 4    | 1.º  | -  | -    | -    | -    | 6    | 2 | 1             | 3             | 1/8           | -             | -             | - | -     | 40    | 26    | 7     | 7  | 70.83%      | 73      | 28      | +45     | 85      |         |         |         |         |
| Olimpia Paraguay         | 1.ª                 | 2021-C              | 3    | 1    | 0    | 2    | Inc. | 2  | 2    | 0    | 0    | -    | - | -             | -             | -             | -             | -             | - | -     | 5     | 3     | 0     | 2  | 60%         | 9       | 8       | +1      | 9       |         |         |         |         |
| Olimpia Paraguay         | Total               | Total               | 3    | 1    | 0    | 2    | -    | 2  | 2    | 0    | 0    | -    | - | -             | -             | -             | -             | -             | - | -     | 5     | 3     | 0     | 2  | 60%         | 9       | 8       | +1      | 9       |         |         |         |         |
| Universitario · Perú     | 1.ª                 | 2022                | 9    | 4    | 1    | 4    | Inc. | -  | -    | -    | -    | 2    | 0 | 0             | 2             | 2ªF           | -             | -             | - | -     | 11    | 4     | 1     | 6  | 39.39%      | 14      | 15      | -1      | 13      |         |         |         |         |
| Universitario · Perú     | Total               | Total               | 9    | 4    | 1    | 4    | -    | -  | -    | -    | -    | 2    | 0 | 0             | 2             | -             | -             | -             | - | -     | 11    | 4     | 1     | 6  | 39.39%      | 14      | 15      | -1      | 13      |         |         |         |         |
| Nacional · Uruguay       | 1.ª                 | 2023                | 21   | 10   | 7    | 4    | Inc. | -  | -    | -    | -    | 8    | 3 | 4             | 1             | 1/8           | -             | -             | - | -     | 29    | 13    | 11    | 5  | 57.47%      | 46      | 27      | +19     | 50      |         |         |         |         |
| Nacional · Uruguay       | Total               | Total               | 89   | 58   | 16   | 15   | -    | -  | -    | -    | -    | 16   | 6 | 5             | 5             | -             | -             | -             | - | -     | 105   | 64    | 21    | 20 | 67.62%      | 192     | 89      | +103    | 213     |         |         |         |         |
| Total en su carrera      | Total en su carrera | Total en su carrera | 126  | 73   | 24   | 29   | -    | 5  | 4    | 0    | 1    | 20   | 6 | 6             | 8             | -             | -             | -             | - | -     | 151   | 83    | 30    | 38 | 61.59%      | 247     | 143     | +104    | 279     |         |         |         |         |
| 1. 2.                    |                     |                     |      |      |      |      |      |    |      |      |      |      |   |               |               |               |               |               |   |       |       |       |       |    |             |         |         |         |         |         |         |         |         |

#### Resumen estadístico
| Competición                          | Partidos | Ganados | Empatados | Perdidos | Rendimiento |
| ------------------------------------ | -------- | ------- | --------- | -------- | ----------- |
| Primera División de Uruguay          | 89       | 58      | 16        | 15       | 71.16%      |
| Liga Profesional Saudí               | 13       | 5       | 3         | 5        | 46.15%      |
| Copa del Príncipe de la Corona Saudí | 3        | 2       | 0         | 1        | 66.67%      |
| Serie A de Ecuador                   | 12       | 5       | 4         | 3        | 52.78%      |
| Primera División de Paraguay         | 3        | 1       | 0         | 2        | 33.33%      |
| Copa Paraguay                        | 2        | 2       | 0         | 0        | 100%        |
| Primera División del Perú            | 9        | 4       | 1         | 4        | 48.14%      |
| Copa Libertadores                    | 20       | 6       | 6         | 8        | 40%         |
| Total                                | 151      | 83      | 30        | 38       | 61.59%      |

## Palmarés

### Como jugador

#### Campeonatos nacionales
| Título              | Club        | País    | Año  |
| ------------------- | ----------- | ------- | ---- |
| Campeonato Uruguayo | Bella Vista | Uruguay | 1990 |
| Campeonato Uruguayo | Nacional    | Uruguay | 1992 |

#### Copas internacionales
| Título       | Club    | Sede    | Año  |
| ------------ | ------- | ------- | ---- |
| Copa América | Uruguay | Uruguay | 1995 |

### Como entrenador

#### Campeonatos nacionales
| Título              | Club     | País    | Año     |
| ------------------- | -------- | ------- | ------- |
| Torneo Apertura     | Nacional | Uruguay | 2014-15 |
| Campeonato Uruguayo | Nacional | Uruguay | 2014-15 |
| Torneo Clausura     | Nacional | Uruguay | 2019    |
| Campeonato Uruguayo | Nacional | Uruguay | 2019    |

#### Distinciones individuales
| Distinción                                            | Año  |
| ----------------------------------------------------- | ---- |
| Mejor entrenador del fútbol uruguayo (diario El País) | 2014 |